# Sony Mavica

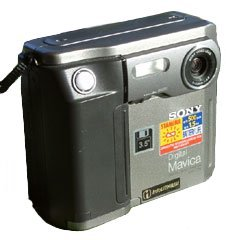

Mavica, uma contração de "MAgnetic VIdeo CAmera" foi a marca criada pela Sony Corporation para designar uma série de câmeras fotográficas fabricadas por esta empresa, e cuja principal característica é gravar as fotos (em formatos de arquivos de imagem) em discos removíveis. As primeiras Mavicas, lançadas na década de 1980, não eram câmeras digitais, e sim "câmeras de vídeo estático". Posteriormente, a empresa relançou a marca incorporando a tecnologia digital.
Inicialmente as Mavicas usavam apenas disquetes, o que as fizeram populares quando o mercado de fotografia digital surgiu; porém, com a evolução dos padrões de resolução (Megapixels) das câmeras existentes no mercado, do advento do USB e das mídias de maior capacidade de armazenamento, as Mavicas passaram a oferecer alternativas ao antigo floppy de 1,44MB: enquanto umas passaram a também usar cartões Memory Stick, outras passaram a usar uma nova mídia de armazenamento, que são CD-R/CD-RW’s tamanho “single” (8 cm), com capacidade entre 156 e 200MB, dependendo do fabricante.
São consideradas pioneiras no campo da fotografia digital.